# 4299 WIYN
4299 WIYN је астероид главног астероидног појаса са средњом удаљеношћу од Сунца која износи 2,243 астрономских јединица (АЈ).
Апсолутна магнитуда астероида је 13,1.